# Uniwersytet w Sarajewie Wschodnim
Uniwersytet w Sarajewie Wschodnim (serb. Univerzitet u Istočnom Sarajevu, Универзитет у Источном Сарајеву) – uczelnia publiczna w Republice Serbskiej.
Uczelnia została formalnie utworzona 14 września 1992 decyzją Zgromadzenia Narodowego Republiki Serbskiej. Początkowo funkcjonował pod nazwą Uniwersytet w Sarajewie, Republika Serbska, w 2006 roku został przemianowany na Uniwersytet w Sarajewie Wschodnim. Uczelnia charakteryzuje się wyraźnie zdecentralizowaną strukturą, jego 17 jednostek organizacyjnych zlokalizowanych jest w 10 miastach. 
Uczelnia zaczęła funkcjonować w roku akademickim 1993/1994. Wówczas prowadzenie wykładów rozpoczęły czterech wydziały:
- Wydział Ekonomii w Pale
- Wydział Filozofii w Pale
- Wydział Medycyny i Stomatologii w Foča
- Wydział Technologii w Zvorniku
- Wydział Pedagogiczny w Bijeljinie

Kolejne jednostki zostały uruchomione rok później. Były to:
- Wydział Elektrotechniki w Lukavicy
- Wydział Rolnictwa w Lukavicy
- Wydział Inżynierii Mechanicznej w Vogošća (przeniesiony do gminy Istočno Novo Sarajevo)
- Wydział Prawa w Ilidža (w 1996 roku przeniesiony do Pale
- Akademia Muzyczna w Ilidža (przeniesiona do gminy Istočno Novo Sarajevo)
- Akademia Teologii Prawosławnej św. Bazyli Ostrogski w Foča

W roku akademickim 1995/1996 rozpoczęły nauczanie:
- Akademia Sztuk Pięknych w Trebinje
- Wydział Produkcji i Zarządzania w Trebinje
- Wydział Wychowania Fizycznego w Pale (później Wydział Wychowania Fizycznego i Sportu)

W roku 1997/1998 uruchomiony został (drugi) Wydział Ekonomii w Brczku, a w roku 2005/2006 Wydział Inżynierii Ruchu Drogowego w Doboj oraz Wydział Handlu Zagranicznego w Bijeljinie.